# Engraved in Black
Albums de Graveworm
Scourge of Malice
(2001) (N)Utopia
(2005)
Engraved In Black est le quatrième album studio du groupe de black metal symphonique germano-italien Graveworm.
C'est le premier album du groupe à être sorti sous le label Nuclear Blast Records. La sortie de l'album sous un grand label marque le début d'une certaine notoriété du groupe.
C'est le premier album ou le guitariste Eric Righi joue dans le groupe. Dans cet album, il enregistre également la basse.
L'album est sorti le 23 juin 2003 sous le label Nuclear Blast Records.

## Éditions limitées
Sur la version américaine de l'album, il y a un titre supplémentaire: Losing My Religion, il s'agit d'une reprise du groupe R.E.M.. Il se place entre le cinquième et le sixième titre de l'album
Sur la version Digipak de l'album, il y a un autre titre supplémentaire: It's a Sin, il s'agit d'une reprise du groupe Pet Shop Boys.
Sur la version japonaise de l'album, il y a deux titres supplémentaires: It's a Sin et Christian Woman, il s'agit d'une reprise du groupe Type O Negative.

## Musiciens
- Stefan Fiori - Chant
- Stefan Unterpertinger - Guitare
- Eric Righi - Guitare et Basse
- Sabine Mair - Claviers
- Martin Innerbichler - Batterie

## Liste des morceaux
1. Dreaming into Reality – 7:03
2. Legions Unleashed – 5:29
3. Renaissance in Blood – 3:42
4. Thorns of Desolation – 4:10
5. Abhorrence – 4:50
6. Losing My Religion (reprise de R.E.M.) (version américaine) - 4:24
7. Drowned in Fear – 4:49
8. Beauty of Malice – 5:25
9. Apparition of Sorrow – 2:04
10. It's a Sin (reprise de Pet Shop Boys) (version Digipak et japonaise) - 3:42
11. Christian Woman (reprise de Type O Negative) (version japonaise) - 5:34